# 3-Butin-1-ol
3-Butin-1-ol ist ein einwertiger Alkohol mit einer zusätzlichen C≡C-Dreifachbindung und der Summenformel C4H6O. Es ist eines von drei möglichen Stellungsisomeren. Die anderen sind 3-Butin-2-ol und 2-Butin-1-ol.

## Darstellung
3-Butin-1-ol wird industriell durch Addition von in situ erzeugtem Ethinyllithium an Ethylenoxid in flüssigem Ammoniak bei −33 °C hergestellt.

## Eigenschaften
3-Butin-1-ol ist eine leicht entflammbare Flüssigkeit (Flammpunkt: 36 °C) mit einem Brechungsindex von 1,441 (20 °C). Es ist mit Stufe 1 (schwach wassergefährdende Stoffe) in der deutschen Wassergefährdungsklasse eingestuft.

## Verwendung
3-Butin-1-ol ist Ausgangsprodukt für pharmazeutische Synthesen.

## Externe Links zu erwähnten Verbindungen
1. ↑  Externe Identifikatoren von bzw. Datenbank-Links zu 2-Butin-1-ol:  CAS-Nr.: 764-01-2, EG-Nr.: 212-113-4, ECHA-InfoCard: 100.011.012, GESTIS: 29170, PubChem: 12991, ChemSpider: 12450, Wikidata: Q27291239.